# Messico ai Giochi della XI Olimpiade
Il Messico partecipò ai Giochi della XI Olimpiade, svoltisi a Berlino, Germania, dal 1º al 16 agosto 1936, con una delegazione di 32 atleti impegnati in otto discipline.

## Medagliere

### Per discipline
| Sport         | Oro | Argento | Bronzo | Totale |
| ------------- | --- | ------- | ------ | ------ |
| Pallacanestro | 0   | 0       | 1      | 1      |
| Polo          | 0   | 0       | 1      | 1      |
| Pugilato      | 0   | 0       | 1      | 1      |
| Totale        | 0   | 0       | 3      | 3      |

### Medaglie
| Medaglia | Atleta                                               | Sport         | Evento          |
| -------- | ---------------------------------------------------- | ------------- | --------------- |
| Bronzo   | Messico                                              | Pallacanestro | Torneo Maschile |
| Bronzo   | Juan Gracia Julio Mueller Antonio Nava Alberto Ramos | Polo          |                 |
| Bronzo   | Fidel Ortíz                                          | Pugilato      | Pesi gallo      |

## Risultati

### Pallacanestro
| Atleta | Classifica |
| --- | ---------- |
| V · D · M Nazionale messicana - Pallacanestro ai Giochi della XI Olimpiade C. Borja · V. Borja · Choperena · I. de la Vega · Fernández · Gómez · Hernández · Martínez · Olmos · Pamplona · Skousen · All. Alfonso Rojo de la Vega | Bronzo     |
| Nazionale messicana - Pallacanestro ai Giochi della XI Olimpiade |            |
| C. Borja · V. Borja · Choperena · I. de la Vega · Fernández · Gómez · Hernández · Martínez · Olmos · Pamplona · Skousen · All. Alfonso Rojo de la Vega                                                                            |            |